# Сборная Уганды по регби
Сборная Уганды по регби (англ. Uganda national rugby union team) представляет Уганду в международных соревнованиях по регби-15 высшего уровня. Команда выступает на международной арене с 1958 года, её делами управляет Угандийский регбийный союз. Сборная ни разу не принимала участие в финальной части чемпионатов мира. Среди выдающихся тренеров сборной выделяется Честер Уильямс, выигравший как игрок в 1995 году со сборной ЮАР домашний чемпионат мира.
Ежегодно сборные Уганды и Кении разыгрывают кубок Элгона. В 2007 году сборная Уганды выиграла кубок Африки, а сейчас выступает в дивизионе 1A турнира. Коллектив проводит домашние матчи на стадионе «Кьядондо Рагби Клаб». По состоянию на 9 сентября 2019 года команда занимает 41-е место в мировом рейтинге Международного совета регби.

## Чемпионаты мира
- 1987: не приглашены
- 1991: не участвовали
- 1995: не участвовали
- 1999: не участвовали
- 2003: не прошли квалификацию
- 2007: не прошли квалификацию
- 2011: не прошли квалификацию
- 2015: не прошли квалификацию
- 2019: не прошли квалификацию

## Результаты
По состоянию на 8 марта 2013 года.
| Соперник    | Матчи | Победы | Поражения | Ничьи | Доля побед |
| ----------- | ----- | ------ | --------- | ----- | ---------- |
| Ботсвана    | 2     | 2      | 0         | 0     | 100 %      |
| Бурунди     | 1     | 1      | 0         | 0     | 100 %      |
| Камерун     | 2     | 1      | 1         | 0     | 50 %       |
| Замбия      | 3     | 2      | 1         | 0     | 67 %       |
| Зимбабве    | 10    | 3      | 7         | 0     | 30 %       |
| Кения       | 22    | 8      | 14        | 0     | 36 %       |
| Кот-д’Ивуар | 2     | 1      | 1         | 0     | 50 %       |
| Мадагаскар  | 5     | 4      | 1         | 0     | 80 %       |
| Марокко     | 2     | 0      | 2         | 0     | 0 %        |
| Намибия     | 2     | 1      | 1         | 0     | 50 %       |
| Нидерланды  | 1     | 0      | 1         | 0     | 0 %        |
| Тунис       | 2     | 0      | 2         | 0     | 0 %        |
| Всего       | 54    | 23     | 31        | 0     | 43 %       |